# Zilupe
Zilupe ( výslovnost, latgalsky Sīnuoja, do roku 1920 pod názvem Rozenova) je nejvýchodněji ležící město v Lotyšsku, v regionu Latgale. Začalo vyrůstat okolo roku 1900, kdy byla vybudována železniční trať Ventspils–Ribinska. Začali se zde usazovat železniční pracovníci, úředníci a obchodníci. Stanice byla vybudována v bývalém panství barona Rozena, 1. světová válka však přerušila její vývoj. Po vyhlášení nezávislosti Lotyšska v roce 1918 začal nový rozmach, rozvíjel se zahraniční obchod. Roku 1931 bylo Zilupe povýšeno na město, v letech 1949–1959 fungovalo jako správní centrum vlastního rajónu. Městem protéká stejnojmenná řeka.